# Ophiobolus shoemakeri
Ophiobolus shoemakeri är en svampart som beskrevs av Raja & Shearer 2008. Ophiobolus shoemakeri ingår i släktet Ophiobolus och familjen Leptosphaeriaceae.   Inga underarter finns listade i Catalogue of Life.